# زخم
زخـم یا جراحت (به انگلیسی: wound) در دانش پزشکی، آسیبی است که در آن پوست خراشیده، پاره، بریده، سوراخ یا دریده شود یا به‌علت یک تروما با اینکه پوست سالم مانده ولی در زیر آن آثار قرمزی یا کبودی دیده شود.
به شکل مختصر جداسازی اتصال بین سلولی بخشی از پوست یا گوشت بدن را زخم گویند.جراحت به دو نوع بسته و باز تقسیم می‌شود؛ بریدگی یا پارگی پوست از جمله جراحت‌های باز و کوفتگی‌ها از جمله جراحت‌های بسته می‌باشند.

## گروه بندی جراحت
در سیستم طبقه‌بندی جراحت مصوب صلیب‌سرخ‌جهانی نوع زخم و جراحت به گروه‌ها و انواع مختلف تقسیم می‌شود. برای این منظور از حروف (E, X, C, F, V, و M) استفاده می‌شود.این حروف بدین منظورند که:
- حرف E: برای قطر ورودی زخم به سانتیمتر.
- حرف X: برای قطر خروجی زخم به سانتیمتر.
- حرف C: عمق جراحت در حدود دو انگشت.(با بله یا خیر پاسخ داده می‌شود)
- حرف F: برای عنوان شکستگی همراه جراحت. عدد صفر برای پاسخ منفی٬ عدد یک برای شکستگی کوچک و عدد دو برای شکستگی‌های بزرگ.
- حرف V: برای تعریف جراحت با تهدید حیات بیمار(مغز٬ ریه و عروق بزرگ) با پاسخ مثبت و منفی.
- حرف M: برای تعریف ورود شیء فلزی در زخم(مانند گلوله) که در رادیوگرافی مشخص باشد با پاسخ مثبت یا منفی.

## مراحل بهبود زخم
1. مرحله هموستاز یا انعقادی : اولین مرحله پاسخ بدن به دنبال ایجاد پارگی در پوست، خون‌ریزی می‌باشد. سپس فعالیت پلاکت‌ها شروع شده که موجب بند آمدن خون‌ریزی می‌شوند.به دنبال خون‌ریزی در محل آسیب دیدگی، انقباض عروقی ، آزاد شدن هیستامین و آدنوزین تری فسفات مشاهده می‌شود.

- پلاکت‌ها در این مرحله ، فرایند انعقاد خون را شروع کرده و با ایجاد لایه‌ای از فیبرین، موجب پوشاندن سطح زخم می‌شوند.

1. مرحله تکثیر : بافت جوانه‌ای شکل می‌گیرد.
2. مرحله بلوغ : بافت جوشگاه در این مرحله پدید می‌آید.

## نگارخانه

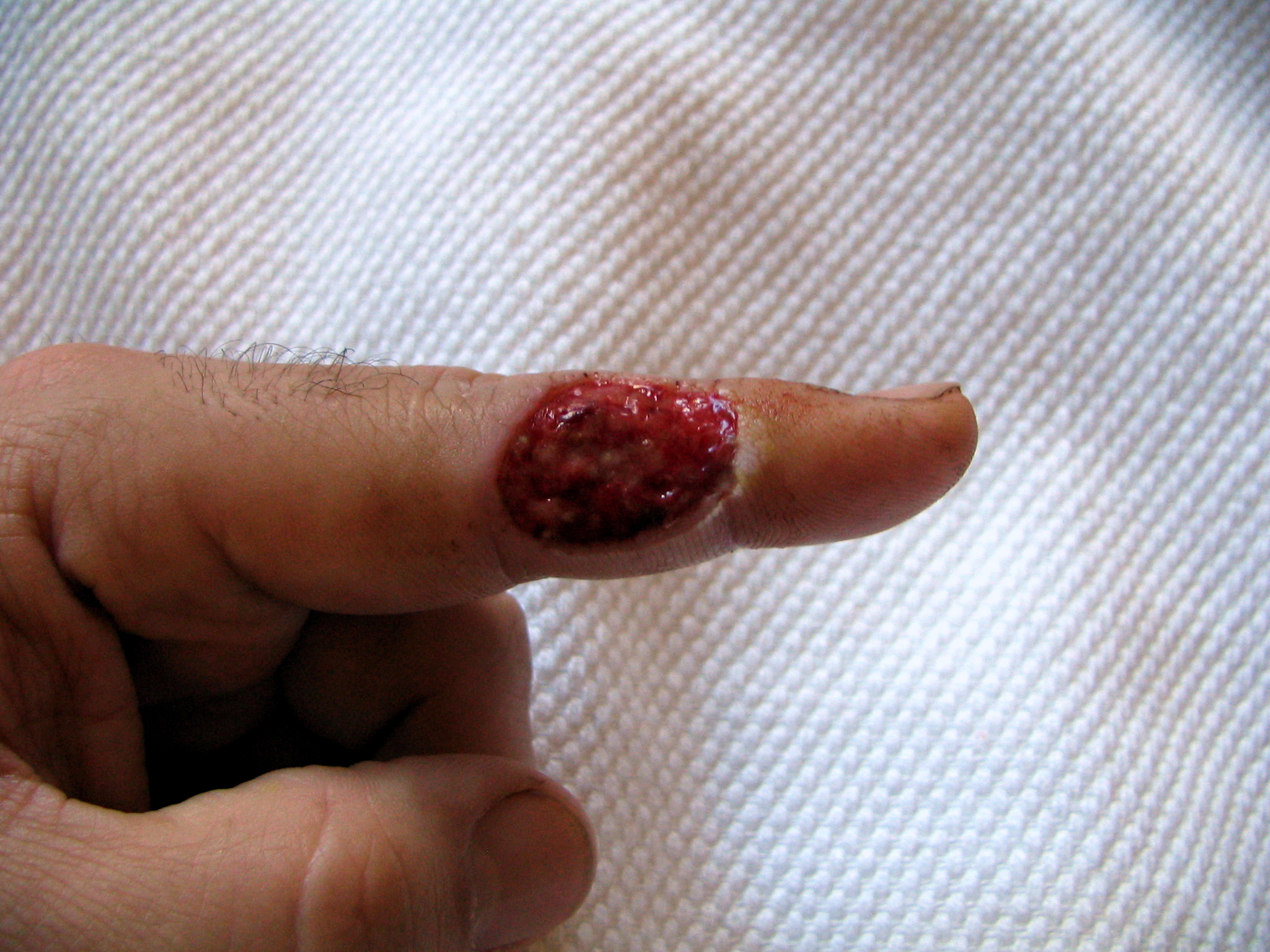
یک زخم باز
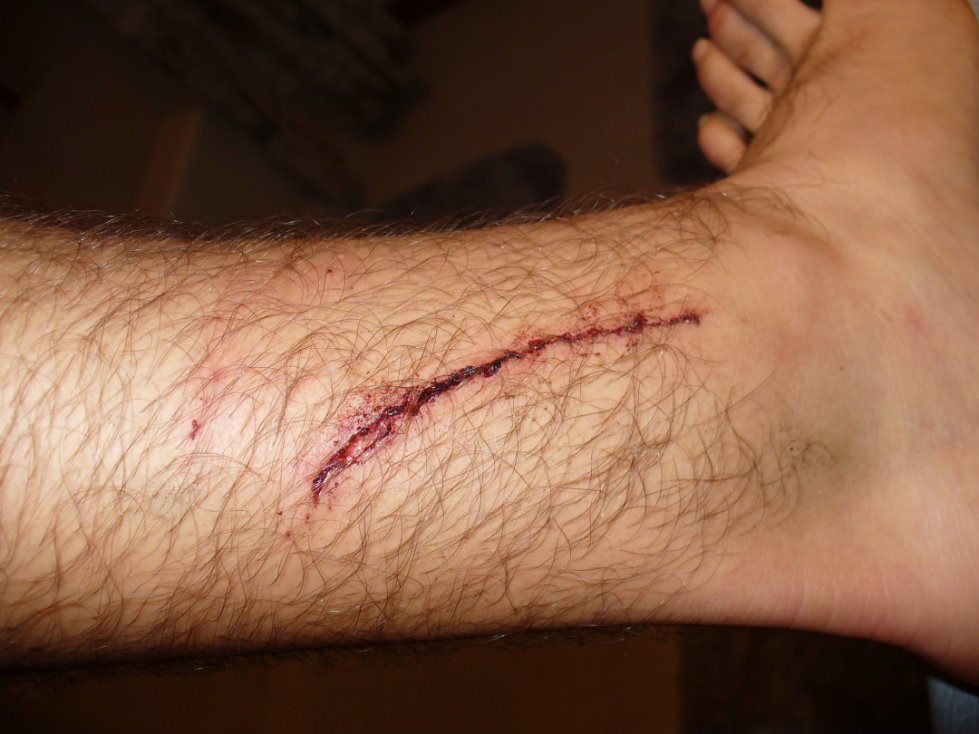
پای مبتلا به پارگی
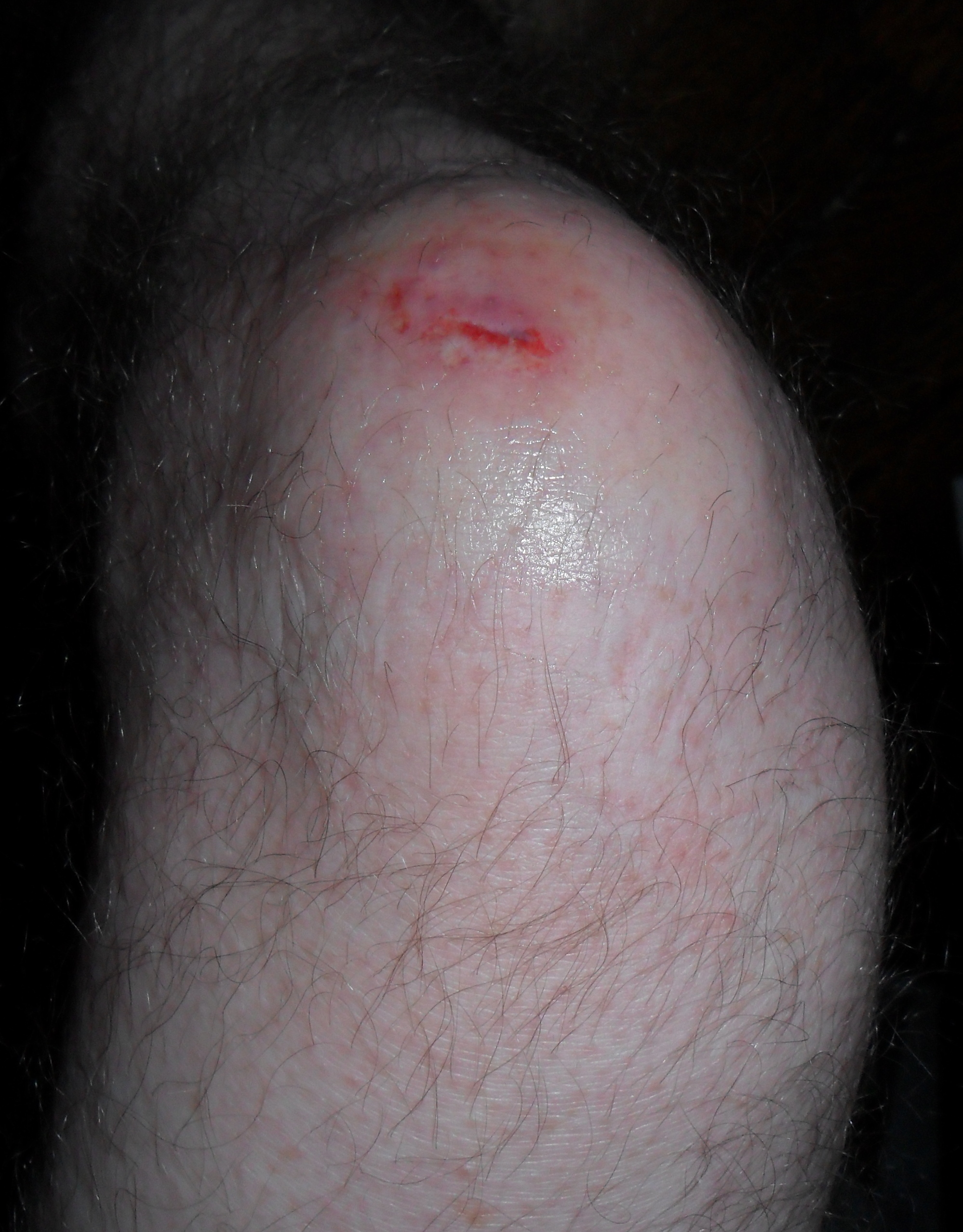
زانو با زخم از نوع پارگی
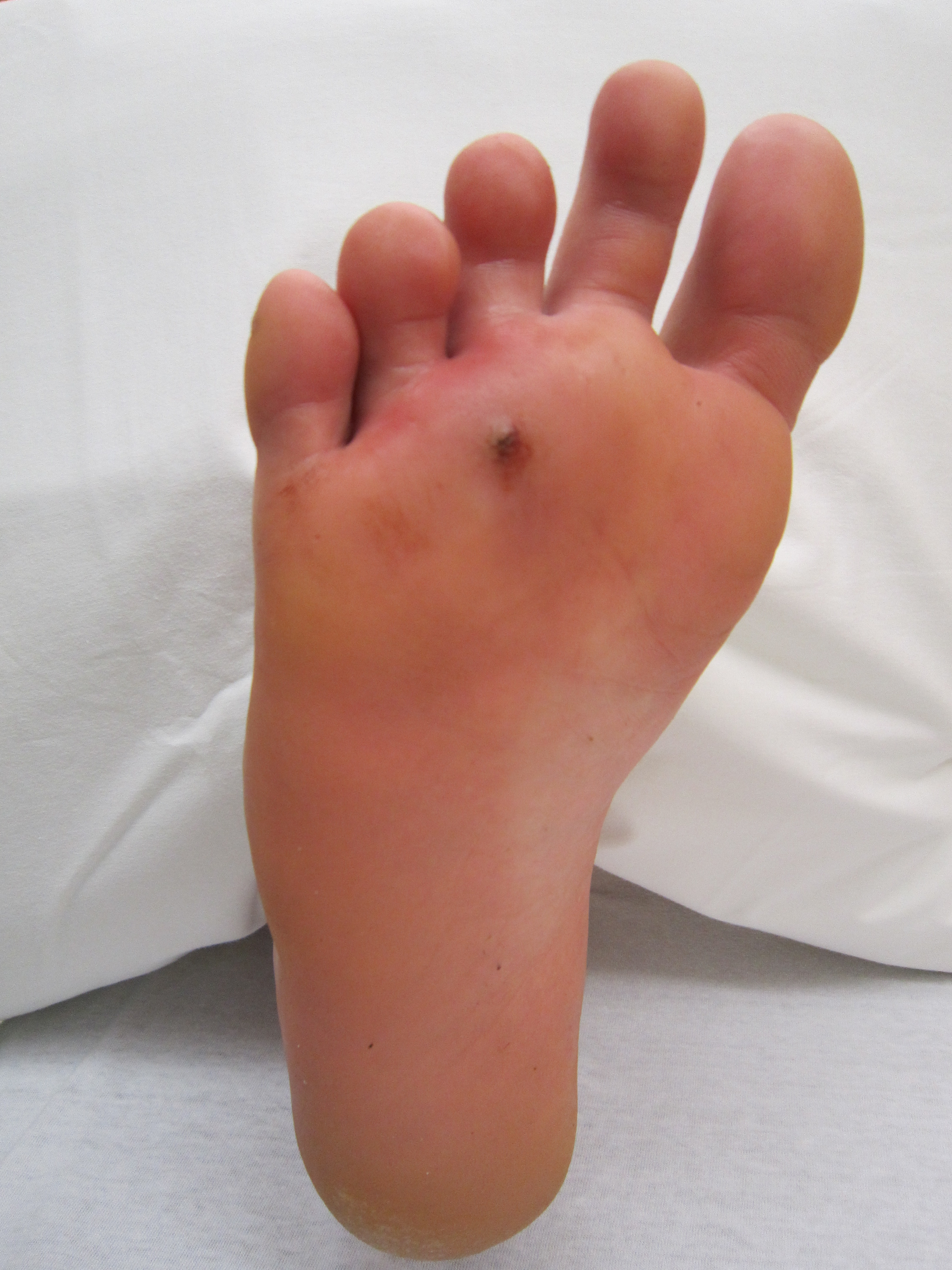
یک زخم عفونی شده
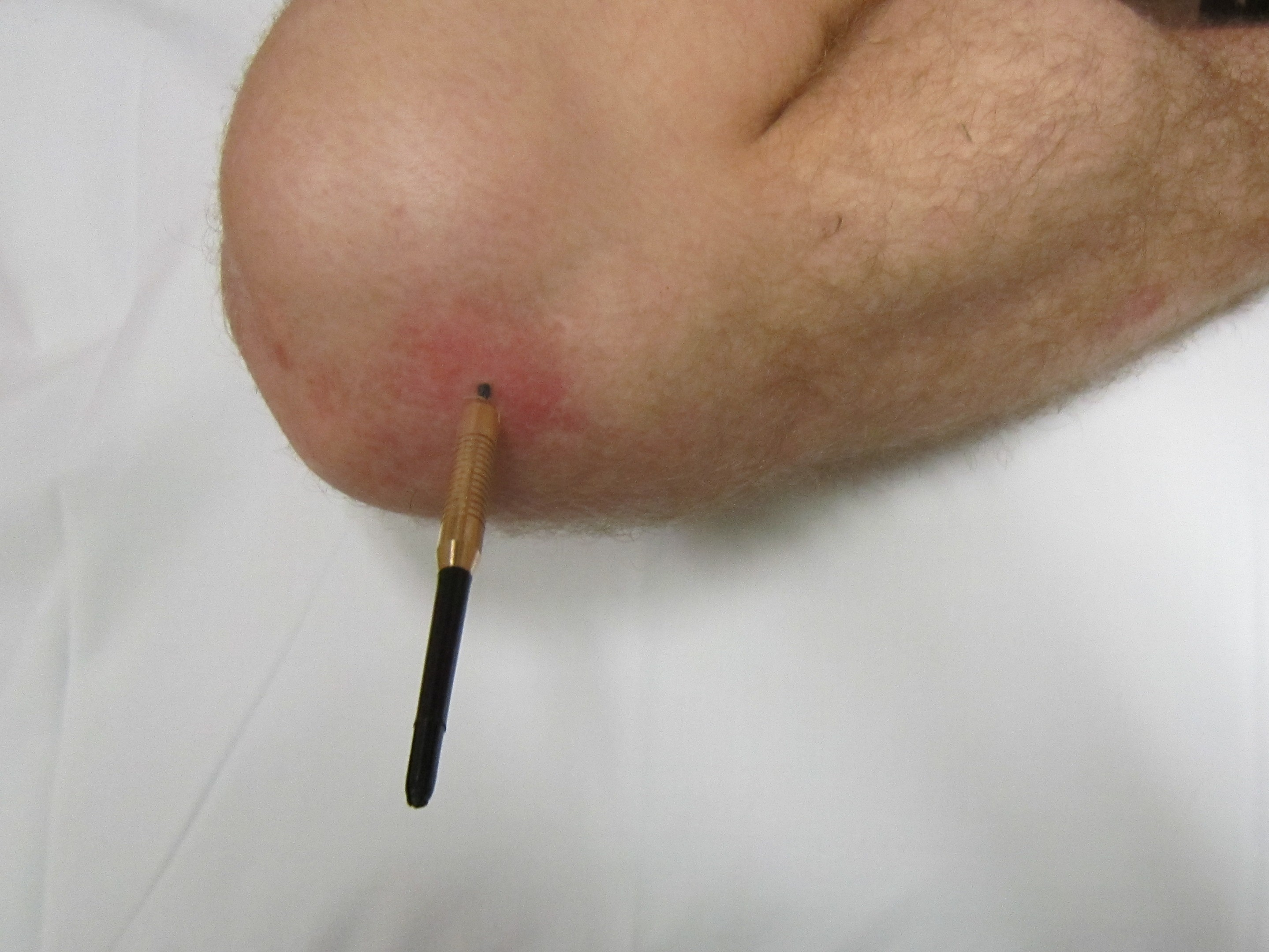
زخم از نوع سوراخ-عامل زخم فرورفتن میخ دارت در بافت
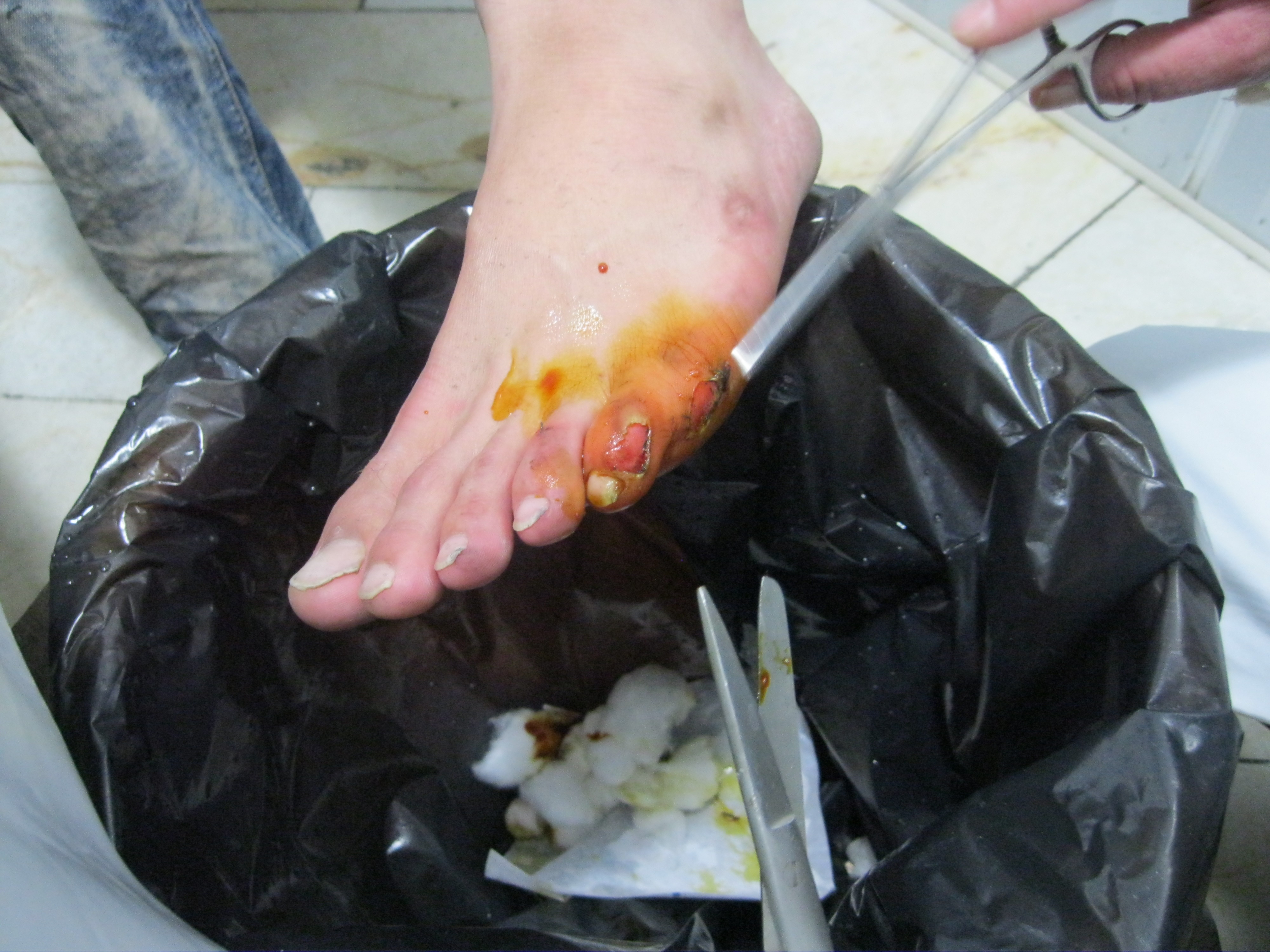